# لوئی یکم
لوئیِ پارسا (به فرانسوی: Louis le Pieux) (به آلمانی: Ludwig der Fromme) (ژوئن یا اوت ۷۷۸ میلادی - ۲۰ ژوئن ۸۴۰ میلادی) امپراتور مقدس روم (به‌طور مشترک با پدرش از ۸۱۳ میلادی) و پادشاه فرانک‌ها از سال ۸۱۴ میلادی تا هنگام مرگش در سال ۸۴۰ میلادی بود. وی را لوئی یکم، لوئی نازنین و لوئی خوش‌رو نیز می‌نامند.

## زندگی
او سوّمین پسر شارلمانی از سومین زنش هیلدگارد بود. وی در ژیروند در فرانسه کنونی زاده شد. در ۷۸۱ با اینکه هنوز کودک بود تاج پادشاهی آکیتن را بر سرش نهادند. این رویداد پس از شکست مورها در اسپانیا به دست شارلمانی رخ داد. سیاست شارلمانی این بود که هر یک از پسرانش را شاه بخش‌های متصرفی سرزمینش بکند، وی از ایشان می‌خواست که پوشش سرزمین‌های زیر فرمانشان را بپوشند و به فرهنگ ایشان رفتار کنند. با این همه این شاهان دارای استقلال کامل از پدر نبودند.
لوئی یکی از چهار پسر مشروع شارلمانی بود. بزرگ‌ترین این پسران پپن نام داشت که بر پدر شورید و شکست خورد و تا واپسین دم زندگی را به حالت تبعید در صومعه گذراند. از دیگر برادران لوئی، شارل کهتر پادشاه نوستریا شد و پپن ایتالیایی پادشاه ایتالیا گشت. شارلمانی پپن کهتر را به عنوان جانشین برای پادشاهی بر فرانک‌ها به مردمان شناسانده بود، ولی پپن در ۸۱۰ و برادرش شارل در سال پس از آن درگذشتند و تنها پسر مشروع شارلمانی که زنده ماند، لوئی بود. شارلمانی خود در سال ۸۱۴ میلادی درگذشت. بدین سان لوئی به فرمانروایی همه سرزمینهای زیر فرمان فرانک‌ها به جز ایتالیا که زیر فرمان برنارد ایتالیایی فرزند پپن بود، رسید.
او در آنژو بود که خبر مرگ پدر را شنید، پس با شتاب خود را به آخن رساند و تاجگذاری نمود. او پس از پادشاهی دست به یک سری «پاکسازی‌های معنوی» زد. برای نمونه خواهران شوهر نکرده‌اش را برای خدمت به کلیسا فرستاد و برادران نامشروع خود را طرد نمود.
در سال ۸۱۶ میلادی پاپ استفان پنجم که جانشین پاپ لئوی سوم شده بود بازدیدی از رنس انجام داد و در دیدار با لوئی با دست خود و برای دومین بار بر سر او تاج گذارد. این کار که نشان دهنده پشتیبانی کلیسا از پادشاه بود بر اعتبار لوئی بسیار افزود.
او در ۸۱۵ میلادی بخش‌هایی از سرزمینش را به پسرانش واگذار کرد، باواریا را به لوتار و آکیتن را به پپن اکیتانی. چندی پس از آن لوتار را پادشاه بخش بزرگی از امپراتوری دربرگیرنده همه ایتالیا و سرور برادرانش پس از مرگ پدر و پپن را پادشاه آکیتن و بخش‌های همسایه‌اش و کوچک‌ترین پسرش لوئی ژرمن را پادشاه باواریا و بخش‌های همسایه‌اش- که تا پیش از این زیر فرمان لوتار بودند- خواند.
در اعتراض با این بخشش لوئی، برادرزاده‌اش برنارد که هنوز بر ایتالیا فرمان می‌راند در سال ۸۱۸ شورید، ولی دستگیر شد و در دادگاه به مرگ محکوم شد. لوئی از مرگش گذشت و به کور کردن و زندان او بسنده نمود. برنارد سال پس از آن از غصه دق کرد و در زندان مرد. سرنوشت این جوان بر وجدان لوئی اثری ژرف گذارد و وی را در اندیشه کناره‌گیری از پادشاهی و خستگی‌درکردن انداخت. وی در ۸۲۲ در نشستی به همراه پاپ پاسکال یکم و جمعی از بزرگان فرانک‌ها با برادرخوانده‌هایش هوگو و دروگوی متزی آشتی نمود و در برابر پاپ از گذشته‌اش توبه کرد و فهرستی از گناهان خود را در آن انجمن خواند و گروهی از خویشانش را که به زندان انداخته بود یا در کلیسا و صومعه نگه داشته بود رها نمود.

### ترویج مسیحیت
لوئی همانند سایر اعضای دودمان کارولنژی از میان بردن پاگانیسم را وظیفه ذاتی شاهزادگان مسیحی و مطمئن‌ترین راه گسترش قدرت و نفوذ این دودمان در جهانی متحد زیر لوای یک کیش، تلقی می‌کرد. پس از مسیحی شدن تمام آلمان، توجه لوئی به ژرمن‌های سرزمین‌های شمالی معطوف شد. به ابتکار لوئی، مبلغان به منظور ترویج آموزه‌های کتاب مقدس به دانمارکی‌ها و سوئدی‌ها، عازم اسکاندیناوی شدند. همانند کاری که گریگوری بزرگ با کودکان انگلیسی کرده بود، بردگان کم سن اسکاندیناویایی جهت آماده‌سازی برای قرار گرفتن در کسوت کشیشی خریداری شدند. بدین منظور اسقف‌نشین هامبورگ به عنوان پایگاه این حرکت تأسیس گشت.

## مرگ

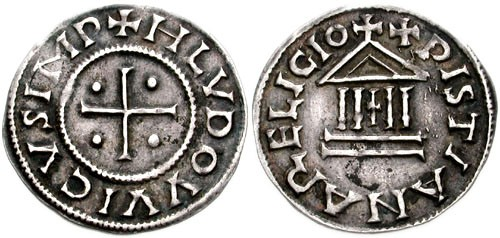
سکه دینار لوئی پارسا

لوئی پارسا پس از یک رشته جنگ‌های بیرونی با دان‌ها، باسک‌ها، اسلوونی‌ها، بریتون‌ها و اوبرتریت‌ها و سه جنگ درونی و پیروزی در آن‌ها بیمار شد. او به شکارگاه تابستانی‌اش در جزیره‌ای در راین رفت. در ۲۰ ژوئن ۸۴۰ میلادی او در حالی که در آغوش برادرش دروگو و در پیشگاهش چندین اسقف و کشیش بود، مرد.
اندکی بعد امپراتوری فرانک دچار جنگی درونی شد که تا سال ۸۴۳ دنباله داشت. در این سال پیمان وردون که در آن سرزمین‌های فرانک‌ها را به سه بخش کردند پذیرفته شد. این بخش‌بندی ریشه پیدایی کشورهای آلمان و فرانسه در آینده شد.